# Cadéac
Cadéac är en kommun i departementet Hautes-Pyrénées i regionen Occitanien i sydvästra Frankrike. Kommunen ligger i kantonen Arreau som tillhör arrondissementet Bagnères-de-Bigorre. År 2022 hade Cadéac 304 invånare.

## Befolkningsutveckling
Antalet invånare i kommunen Cadéac
| Referens: INSEE |